# Mecistocephalus ongi
Mecistocephalus ongi är en mångfotingart som beskrevs av Yoshioki Takakuwa 1934. Mecistocephalus ongi ingår i släktet Mecistocephalus och familjen storhuvudjordkrypare.
Artens utbredningsområde är Taiwan. Inga underarter finns listade i Catalogue of Life.